# Ana Karolina Soares
Ana Karolina Soares de Oliveira (Jesuânia, 5 de abril de 2000) é uma nadadora paralímpica brasileira. Participa de competições na categoria para deficientes intelectuais, estando presente em disputas nos Jogos Paralímpicos e nos Jogos Parapan-Americanos.

## Biografia

### Primeiros anos
Ana Karolina nasceu na cidade de Jesuânia, no interior do estado de Minas Gerais, em 2000. Aprendeu a nadar aos quatro anos idade. Dois anos depois, já participava de competições.

### Carreira
Participou dos Jogos Parapan-Americanos de 2019, em Lima, onde conquistou três medalhas: ouro nos 100 metros costas, prata nos 200 metros livre e bronze nos 200 metros medley.
Integrou a delegação brasileira nos Jogos Paralímpicos de Verão de 2020 em Tóquio, conquistou a medalha de bronze na prova de revezamento 4x100 metros livre na classe S14.
Conquistou duas medalhas de bronze no Mundial de Natação Paralímpica, em 2022, na Madeira, em Portugal nos revezamentos 4x100m misto, livre e medley.
Voltou a ganhar mais duas medalhas em 2023, no Mundial de Manchester, na Inglaterra, novamente nos dois revezamentos. No mesmo, integrou a delegação brasileira nos Jogos Parapan-Americanos de 2023, realizado em Santiago no Chile. Ana conquistou para o Brasil a medalha de ouro na categoria de 100m costas S14.